# A Sense of Change
A Sense of Change is het derde album van Sieges Even, uitgebracht in 1991 door Steamhammer / SPV.

## Track listing
1. "Prelude: Ode to Sisyphus" - 1:55
2. "The Waking Hours" - 4:43
3. "Behind Closed Doors" - 4:47
4. "Change of Seasons" - 5:38
5. "Dimensions" - 8:18
6. "Prime" - 5:26
7. "Epigram For The Last Straw" - 7:32
8. "These Empty Places" - 9:40

## Band
- Jogi Kaiser - Zanger
- Markus Steffen - Gitarist
- Oliver Holzwarth - Bassist
- Alex Holzwarth - Drummer